# 9988 Erictemplebell

9988 Erictemplebell

9988 Erictemplebell eller 1997 RX6 är en asteroid i huvudbältet som upptäcktes den 9 september 1997 av den italiensk-amerikanske astronomen Paul G. Comba vid Prescott-observatoriet. Den är uppkallad efter den amerikanske matematikern och science fiction författaren, Eric Temple Bell.
Asteroiden har en diameter på ungefär 7 kilometer och den tillhör asteroidgruppen Koronis.